# استرویفسکویه
استرویفسکویه (به لاتین: Stroyevskoye) یک منطقهٔ مسکونی در روسیه است که در استان آرخانگلسک واقع شده‌است.